# Gråugglor
Gråugglor (Ptilopsis) är ett litet släkte i familjen ugglor med bara två arter som förekommer i Afrika söder om Sahara:
- Nordlig gråuggla (Ptilopsis leucotis)
- Sydlig gråuggla (Ptilopsis granti)

Tidigare fördes de till Otus, men studier visar att de istället står nära hornugglorna i Asio.